# Neige Dias
Neige Dias (5 de diciembre de 1966) es una tenista profesional brasileña retirada de la actividad. Compitió en la  Fed Cup entre 1985 y 1988. Su nombre real es "Niege Dias", pero por error siempre fue llamada Neige en los torneos de WTA.
Ganó 2 torneos de WTA: el abierto de Brasil de 1987 y el abierto de Barcelona de 1988, ambos en categoría singles. 

## Finales

### Singles (2 títulos)
| Resultado | N.º | Fecha | Torneo            | Superficie | Oponente         | Marcador      |
| --------- | --- | ----- | ----------------- | ---------- | ---------------- | ------------- |
| Campeona  | 1.  | 1987  | Guarujá, Brasil   | Clay       | Patricia Medrado | 6–0, 6–7, 6–4 |
| Campeona  | 2.  | 1988  | Barcelona, España | Clay       | Bettina Fulco    | 6–3, 6–3      |